# 2018 في نيوزيلندا
فيما يلي قوائم الأحداث التي وقعت خلال عام 2018 في نيوزيلندا.

## سياسة

### انتهاء فترة المنصب
- 13 مارس – بيل إنجليش عضو مجلس النواب نيوزيلندا.

## رياضة
- 21 يناير – طواف نيوزيلندا الكلاسيكي 2018 الفائزون هايدن ماكورميك، يان بيبي، روبرت ستانارد، Dylan Newbery  [لغات أخرى]‏، فريق نيوزيلندا لركوب الدراجات.

## أفلام
من الأفلام التي صدرت هذه السنة في نيوزيلندا:
- 13 ديسمبر – محركات قاتلة من إخراج كريستيان ريفرز.[1]

## وفيات

### مارس
- 11 مارس – بادي دونوفان (مواليد 1936) ملاكم نيوزيلندي.

### ديسمبر
- 3 ديسمبر – جيف ميرفي (مواليد 1938)[2]